# Баррикадная
«Баррика́дная» — станция Таганско-Краснопресненской линии Московского метрополитена, расположена между станциями «Улица 1905 года» и «Пушкинская».
Открыта 30 декабря 1972 года в составе участка «Баррикадная» — «Октябрьское Поле», после ввода в эксплуатацию которого в Московском метрополитене стало 96 станций. Названа по одноимённой улице.

## Происхождение названия
Станция находится на одноимённой улице, названной в 1919 году в память о боях в декабре 1905 года: здесь рабочие-дружинники фабрики Шмита соорудили баррикады, преградив путь царским войскам. Прежнее название — Кудринская улица — было дано по селу Кудрино, на территории которого в XVIII веке возникла улица. Это же село дало название и соседней Кудринской площади.

## Вестибюли и пересадки
Из западного торца центрального зала станции эскалатор ведёт на станцию Кольцевой линии «Краснопресненская», из восточного торца — к наземному вестибюлю, расположенному на Баррикадной улице и ведущему к Московскому зоопарку, Большой Грузинской улице, высотному зданию на Кудринской площади.
Интерьер вестибюля был заменён при капитальном ремонте в 2015—2016 годах.

## Станция в цифрах
Глубина заложения — 30 метров. Пассажиропоток через вестибюль станции составляет 32,9 тысячи человек в сутки (2002 год), а пересадочный пассажиропоток составляет 118,5 тысячи человек в сутки (1999 год).
- Таблица времени прохождения первого поезда через станцию[3]:

| По чётным числам                    | Будние дни | Выходные дни |
| По нечётным числам                  | Будние дни | Выходные дни |
| В сторону станции «Пушкинская»      | 05:43:00   | 05:43:00     |
| В сторону станции «Пушкинская»      | 06:05:00   | 06:05:00     |
| В сторону станции «Улица 1905 года» | 06:03:00   | 06:04:00     |
| В сторону станции «Улица 1905 года» | 06:00:00   | 06:00:00     |

## Оформление
Массивные, трапециевидные в профиле, расширяющиеся кверху пилоны отделаны розовым мрамором «буровщина». Путевые стены отделаны серым мрамором «газган» разных оттенков, внизу полоса из чёрного мрамора. Пол выложен серыми и красными гранитными плитами. Люминесцентные светильники расположены на сводах в виде ломаной линии. Путевые стены, порталы центрального зала, а также наземный вестибюль украшены панно из алюминия (авт. Х. М. Рысин, Д. Я. Бодниек, И. А. Долган, Б. С. Широков). Наземный вестибюль отделан мрамором «горовский». 
Строительство станции, расположенной под прудом зоопарка, осложнилось гидрогеологическими условиями. Глинистый слой грунта грозил сечением воды. И тогда я предложил конструкторам делать шестиметровые пилоны, массивы которых предохраняли бы от течей. Передо мной стояла задача: создать торжественный революционный образ и одновременно — оптическую иллюзию, которая бы скрадывала размеры пилона. Я решил его в виде складчатого блока, напоминающего и баррикады, и полотнища знамён. А. Ф. Стрелков

## Путевое развитие
За станцией расположен пошёрстный съезд, использовавшийся для оборота составов, когда «Баррикадная» была конечной.

## Наземный общественный транспорт
На этой станции можно пересесть на следующие маршруты городского пассажирского транспорта:
- Автобусы: м3, м31, м35, 69, 116, с216, 315, с344, с364, 366, с369, 379, с511, н14

## Галерея
| - Центральный зал - Посадочная платформа - Барельеф «Восстание» - Название станции на путевой стене и входной светофор, закреплённый на ней - Переход на Кольцевую линию - Вестибюль - Скульптура на вестибюле |